# Сефле
Сефле (на шведски: Säffle) е град в западната част на централна Швеция, лен Вермланд. Главен административен център на едноименната община Сефле. Разположен е на северния бряг на езерото Венерн около канала, който свързва езерото с фиорда Харефьорден. Намира се на около 300 km на югозапад от столицата Стокхолм и на около 60 km на югозапад от Карлстад. Основан е през 1837 г. Получава статут на град през 1951 г. Има жп гара, малко пристанище и летище. Населението на града е 8991 жители според данни от преброяването през 2010 г.

## Известни личности
Родени в Сефле
- Есаяс Тегнер (1782 – 1846), поет